# Worf
Worf je fiktivni lik iz serijala Zvjezdane staze: Nova generacija i Zvjezdane staze: Deep Space 9. Kao jedini Klingonac u Zvjezdanoj floti, Worf je ostvario zavidnu karijeru još služeći na USS Enterprise-D. Svoj je život posvetio borbi za pravdu i istinu, pa ga upravo zbog toga cijene i Klingonaci i Federacija.

## Raniji život
Worf je rođen 2340. u politički jakoj kući na Qo'noSu i nosi sa sobom živa sjećanja iz tipičnog klingonskog djetinjstva. Ubrzo nakon toga njegova se obitelj preselila u klingonsku koloniju Khitomer. Sedam godina nakon, Romulanci su napali koloniju i pobili mu obitelj. Worf preživljava, te ga spašava član Zvjezdane flote. Nakon što Flota nije uspjela kontaktirati članove Worfove obitelji, posvojio ga je Sergei Rozhenko, isti čovjek koji ga je spasio, te ga je odgajao kao svoga sina.
Sljedećih je godina Worf živio sa Seregejom, njegovom ženom Helenom i njihovim sinom Nikolajem Rozhenkom na farmerskom planetu Gault, te kasnije na Zemlji. Pustili su Worfu na slobodu da se nađe između ljudske i klingonske kulture, ali Worf je naišao na mnogobrojne poteškoće. Bio je isključivan od druge djece i često upleten u tučnjave. S trinaest godina pridružio se nogometnoj momčadi. No tokom jedne utakmice slučajno je slomio vrat protivničkom igraču i dječak je umro dan kasnije. Otada ga progoni krivnja i suzdržava se se među ljudima od bilo kakvog nasilnog oblika ponašanja.
Kako bi zadovoljili njegovu želju za kulturom njegovog naroda, Roženkovi su Worfa podvrgavali što su više mogli klingonskim običajima, pripremajući mu klingonska jela itd. Godine 2355. poslali su ga na Qo'noS, kako bi prošao ritual Doba uzdignuća, a uz njega je bila obitelj njegovog rođaka. Međutim, Klingonci su odbili dozvoliti Worfu da prođe kroz ritual, jer je bio previše čovjek. Worf se osjećao odbačenim; bio je odbijen od ljudi, jer je previše Klingonac, a odbijen od Klingonaca, jer je previše čovjek. Dok je prolazio kroz ritual Maj'Qa, u viziji mu se ukazao Kahless. Kahless mu je rekao da će učiniti nešto što nijedan Klingonac prije nije učinio.
Godine 2357. Worf se upisao na Akademiju Zvjezdane Flote, kao prvi Klingonac koji je to učinio. I diplomirao je 2361. godine što ga je uvjerilo da se Kahlessovo proročanstvo ispunilo.

## Služba u Zvjezdanoj floti
Godine 2364. godine je došao na USS Enterprise, služeći u zapovjednom odjelu kao mlađi poručnik. Tada je nosio stoljeće staru klingonsku lentu. Nakon smrti šefice osiguranja Tashe Jar, postao je vršitelj dužnosti šefa osiguranja i 2365. godine preuzima stalnu ulogu šefa osiguranja i dobio promaknuće u poručnika. Sljedeće promaknuće je dobio 6 godina kasnije, tijekom simulacije starozemaljskog oceanskog jedrenjaka Enterprise u holodeku, kojoj su prisustvovali njegove kolege s broda.
Godine 2371. Worf je promaknut u kapetana korvete, kratko prije nego što je Enterprise-D bio uništen. Tada je uzeo odmor kako bi posjetio klingonsku koloniju na Borathu. Po povratku s odmora, odlazi u službu na Deep Space Nine, te se uključuje u rastuće tenzije među Federacijom, Klingonskim Carstvom i Kardasijancima. Zbog njegovih postupaka protiv Klingonskog Carstva, Gowron je još jednom navukao sramotu na kuću Moghovu.
Osim njegove romance s Deannom Troi tijekom 2370. godine, imao je samo jednu ozbiljnu vezu, s poluklingonkom veleposlanicom K'Ehleyr. Worf je prekinuo njihovu vezu 2359. za vrijeme njegovog školovanja na Akademiji. Kada su se 2365. godine parili, K'Ehleyr je odbila novu vezu i zavjete. Dok je bio na Enterpriseu saznao je da ima mlađeg brata, Kurna, koji je ostao za vrijeme khitomerskog masakra na Kronosu. Godine 2367. K'Ehleyr mu je obznanila da ima sina, Aleksandra. K'Ehleyr je ubio Duras, kojeg je Worf kasnije ubio na njegovom brodu, zbog čega je dobio ukor u službenom izvješću.
Tokom službe u Zvjezdanoj floti, Worf se mnogo puta susreo s Borgom. Prilikom jednog od Borgovih napada na Federaciju, Worf je pokušao zaustaviti njihovo napredovanje. Bio je član tima koje je trebao spriječiti Borga da dođe do Wolfa 359. Iako Enterprise nije bio u stanju doći do Wolfa 359 da sudjeluje u bici, uspjeli su sustići kocku kod Zemlje, gdje su Worf i Deanna uspjeli zarobiti Locutusa, pomoću kojeg su i uništili kocku.
Godine 2373. desila se druga invazija Borga na Federaciju. Worfu je naređeno da preuzme zapovjedništvo nad USS Defiantom i pridruži se floti brodova koja je trebala presresti borgovsku kocku u sektoru 001. Defiant biva teško oštećen, no USS Enterprise dolazi u pomoć i preuzima preživjele, uključujući i Worfa. Nakon što je kocka uništena, Worf je otkrio da je iz nje izišla sfera koja se vratila u 2063. godinu, kako bi asimilirala Zemlju i spriječila prvi kontakt ljudi i Vulkanaca. Nakon što je sfera uništena, Worf je pomogao uništiti borgovski deflektorski odašiljač, tako da je Borg onemogućen u pokušaju da promijeni povijest.

## Vanjske poveznice
- Memory Alpha - Worf  Arhivirana inačica izvorne stranice od 12. lipnja 2010. (Wayback Machine)
- Star Trek - Worf  Arhivirana inačica izvorne stranice od 3. lipnja 2010. (Wayback Machine)